# 柏后神农庙
柏后神农庙，位于山西省长治市潞州区常青街道柏后村，是一处山西省文物保护单位。
2016年6月6日，柏后神农庙公布为第五批山西省文物保护单位，年代为元、清，古建筑类，编号5-91。